# توفند بریل
توفند بریل (انگلیسی: Hurricane Beryl) یا چرخند بریل یک چرخند حاره‌ای فعال در اقیانوس اطلس است که در حال حاضر بر فراز خلیج مکزیک است. بریل دومین توفند نام‌گذاری شده، اولین توفند و اولین توفند بزرگ در فصل توفان اقیانوس اطلس ۲۰۲۴ است. این همچنین اولین توفند رده ۵ (شدیدترین در مقیاس سیمسون)اقیانوس اطلس است که در تاریخ ثبت شده است. این توفند پس از تشکیل در ۲۸ ژوئن در منطقه توسعه اصلی، با حرکت به سمت غرب از طریق اقیانوس اطلس استوایی مرکزی، شروع به تشدید سریع کرد. در ۱ ژوئیه، بریل به عنوان یک توفان سطح بالا در رده ۴ به جزیره کاریکو در گرانادا رسید و خسارت‌های زیادی به بار آورد. توفان با ورود به دریای کارائیب تشدید شد و اوایل صبح روز بعد به عنوان توفند رده ۵ به اوج خود رسید و سپس در ۵ ژوئیه دوباره به توفان رده ۲ تضعیف شد؛ درست پیش از رسیدن به خشکی در جنوب شرقی مکزیک.
بریل خسارت فاجعه باری را در جزایر شمالی گرانادا، کاریاکو و پتی مارتینیک و چندین جزیره سنت وینسنت و گرنادین‌ها و جنوبی گرنادین‌ها مانند جزیره یونیون و کانوان که بسیاری از سازه‌ها آسیب دیدند یا تخریب شدند. تا ۵ ژوئیه، در مجموع ۱۲ کشته تأیید شده است و برآورد اولیهٔ خسارت‌های این توفان بیش از ۵ میلیارد دلار است.

## پیشینه هواشناسی

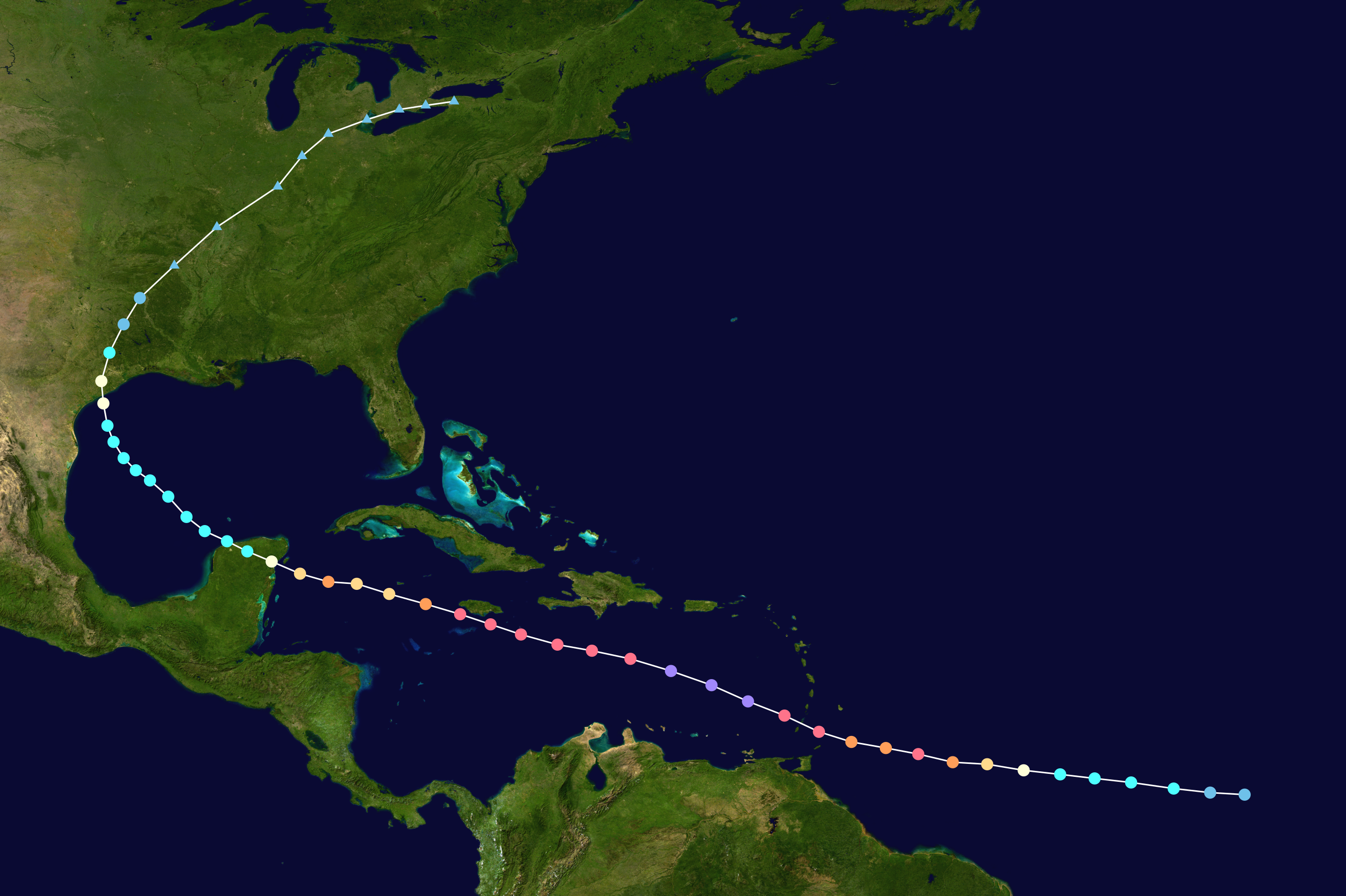
نقشه مسیر توفند بریل سال ۲۰۲۴

در ۲۵ ژوئن، مرکز ملی توفند آمریکا (NHC) به وجود پتانسیل کمی برای شکل‌گیری یک موج استوایی که در نهایت به یک توفان استوایی تبدیل شود اشاره کرد. در آن زمان، موج در جنوب کابو ورد قرار داشت و باران‌های نامنظم و رعد و برق ایجاد می‌کرد.}. تا ۲۶ ژوئن، NHC پیش‌بینی کرد که شرایط محیطی «به‌طور غیرمعمولی برای اواخر ژوئن در سراسر اقیانوس اطلس استوایی مرکزی و غربی مساعد خواهد بود»، که بخشی از آن به دلیل دمای بی‌سابقه سطح دریا (SST) در بیشتر مناطق حاره‌ای اقیانوس اطلس است. در آن زمان، رعد و برق افزایش یافته بود و با نوارهای منحنی و مقداری چرخش سازماندهی بهتری پیدا کرده بود، در ۲۷ ژوئن، احتمال بالا گرفتن بیشتر را ارزیابی کرد. این آشفتگی بیشتر سازماندهی شد و در ۲۸ ژوئن به رکود استوایی ۲ بر فراز اقیانوس اطلس استوایی در حدود شدت ۱۹۷۰ کیلومتری (۱۲۲۵ مایل) شرقی-جنوب شرقی باربادوس تبدیل شد.